# Komitet Ocalenia Ojczyzny i Rewolucji
Komitet Ocalenia Ojczyzny i Rewolucji – organ polityczny istniejący w listopadzie – grudniu 1917, powołany w Piotrogrodzie podczas przewrotu bolszewickiego przez eserowców lojalnych wobec Rządu Tymczasowego, mających nadzieję na wywołanie powstania przeciwko bolszewikom, gdy Kierenski zbliży się do Piotrogrodu z oddziałami kozackimi. W grudniu 1917 przekształcony w Komitet Obrony Zgromadzenia Ustawodawczego, po rozpędzeniu Zgromadzenia przez bolszewików 18 stycznia 1918 zaprzestał działalności.
Liderem KOOR był Abram Goc.